# Elecciones presidenciales de Bulgaria de 1992
Las elecciones presidenciales de Bulgaria de 1992 se llevaron a cabo el 12 de febrero del mismo año, con una segunda vuelta celebrada el 19 de febrero de 1992, siendo la primera elección del retorno a la democracia búlgara, tras el período dominado por la República Popular de Bulgaria, donde el Partido Comunista Búlgaro y las influencias de la Unión Soviética controlaban el poder político del país.
En estos comicios ningún candidato logró la mayoría absoluta en primera ronda, por lo que se efectuó el balotaje entre las dos primeras mayorías relativas, logrando el candidato de la Unión de Fuerzas Democráticas, Zhelyu Zhelev imponerse a las demás candidaturas. El partido del gobierno en ejercicio (BSP) no presentó candidatura presidencial.

## Sistema de gobierno

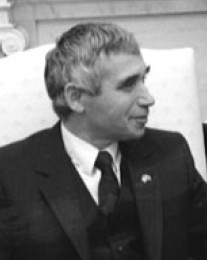
Zhelyu Zhelev, primer Presidente de Bulgaria electo en 1992.

El Presidente sirve como el jefe de Estado y comandante en jefe de las fuerzas armadas. Si bien no tiene el poder para crear una ley que no sea una enmienda constitucional, el presidente puede devolver un proyecto de ley a la Asamblea Federal para que continúe su debate, siempre y cuando el proyecto de ley no haya sido aprobado por la mayoría absoluta de los legisladores.

## Candidaturas
El gobierno de turno desde 1990 como presidente provisional era Petar Mladenov, miembro del Partido Comunista Búlgaro quien en 1990 se va al Partido Socialista Búlgaro. Al convocar estos comicios, los socialiastas decidieron no participar de las primeras elecciones democráticas pluripartidistas de Bulgaria, pero apoyaron la opción del independiente Velko Valkanov.
El candidato con las mejores opciones de triunfo era el nacionalista Zhelyu Zhelev, de la UDF, seguido en las encuestas por el candidato del Bloque Económico Búlgaro, George Ganchev. Sin embargo, en el transcurso de la campaña y ya con los resultados de la primera ronda, el candidato independiente, Velko Valkanov, quien era líder de un movimiento antifascista, logró pasar a la segunda vuelta.

## Resultados electorales

### Primera vuelta
|  | 44,66 % |

|  | 30,44 % |

|  | 16,78 % |

|  | 2,24 % |

|  | 0,99 % |

|  | 0,64 % |

|  | 0,62 % |

|  | 0,58 % |

|  | 0,42 % |

|  | 0,38 % |

|  | 0,34 % |

|  | 0,28 % |

|  | 0,22 % |

|  | 0,21 % |

|  | 0,20 % |

|  | 0,20 % |

|  | 0,19 % |

|  | 0,17 % |

|  | 0,16 % |

|  | 0,15 % |

|  | 0,12 % |

|  | 99,05 % |

|  | 0,95 % |

|  | 100 % |

|  | 75,66 % |

### Segunda vuelta
|  | 52,85 % |

|  | 47,15 % |

|  | 99,53 % |

|  | 0,47 % |

|  | 100 % |

|  | 76.64 % |